# 후방 긴급자동제동
후방 긴급자동제동(영어: Rear-Autonomous Emergency Braking, R-AEB)은 차량 후방에 특정 물체가 나타날 경우 운전자에게 경고를 주고 스스로 멈춰 서는 기술이다. 이 기술은 초단거리 레이더를 사용한다.

## 상세
2019년 11월 13일에 처음 공개됐다. 후방 긴급자동제동의 센서는 차량 뒷범퍼에 3개가 설치되어, 차량 후면 중심에서 바깥쪽으로 130도까지 감지 가능하다. 후방 물체는 1.2m부터 경고음이 발생하며, 경고음 발생 후 스스로 멈춰 선다. 후방 긴급자동제동은 초단거리 레이더 센서를 사용한다. 기존 초음파 센서는 3m까지 인식이 가능하지만, 초단거리 레이더 센서는 5m까지 인식이 가능하다.

## 같이 보기
- 레이더
- 자동차
- 사각지대